# Ölbergbildstock (Fahr)

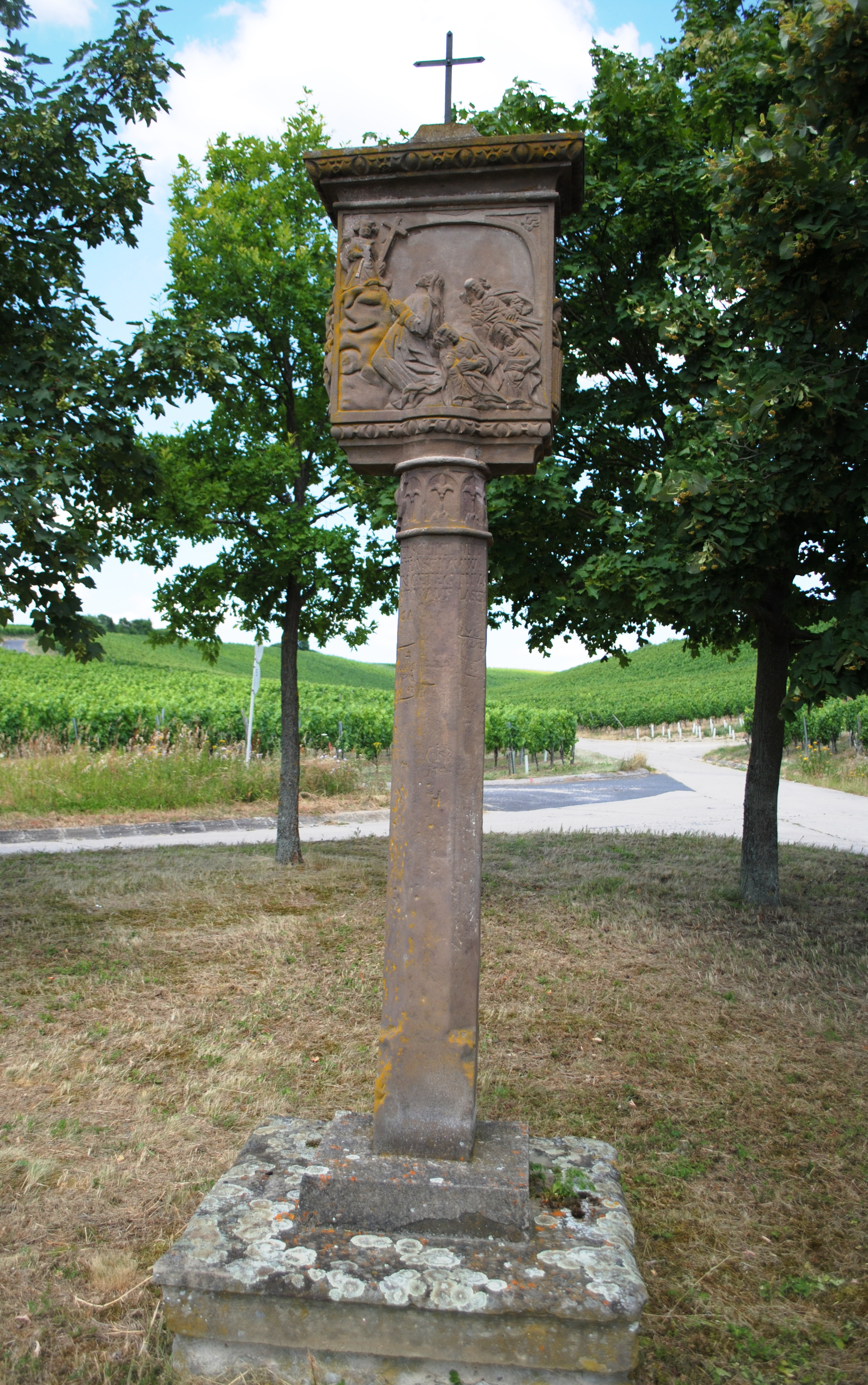
Der Bildstock in den Weinbergen

Der Ölbergbildstock in Fahr am Main ist einer der vielen Bildmartern des Volkacher Ortsteils. Er befindet sich auf halbem Weg zwischen Volkach und Fahr direkt an der Kreisstraße 34 gelegen.

## Geschichte
Der Bildstock wurde am 14. September des Jahres 1626 errichtet. Stifter waren Christoph Schimmel und seine Frau Dorothea. Ihre Namen sind auch auf einer die Säule umlaufenden Inschrift vermerkt: „CHRISDOFEL SCHIMEL VND DOROTEA MEIN HAUSFRAVW HAWEN ZVM GETEGTNVS DISEN PILSTOG AVF RICHTEN“.
Eine weitere Inschrift auf der Rückseite weist auf die Stiftung hin: „DEN 14. SEPTEMBR 1626 IAHRS IST VFGERICHT WORDEN DIS MARTERBILT ZWAR EBEN IN DISEM IAR HAT GENOMEN SCHADEN BERG VND TAL AN WEIN UND KORN IM FRANCKENLAND VBERAL DVRCH FROST VND KELT IN DER PFINGST WOCHEN MERCK MICH EBEN VND HAT DER ARM 12 R VMP DAS MALTER KORN MVSEN GEPEN DIE GROSE THEVRVNG VND HVNGERS NOT SO GEWESEN IST DIE HAT ERFAHREN EIN IEDER FROME CHRIST“. Der Bildstock soll also vor Ernteausfall und Hungersnot bewahren.
Das Bayerische Landesamt für Denkmalpflege ordnet den Bildstock unter der Nummer D-6-75-174-252 ein.

## Beschreibung
Der Bildstock ist der beginnenden Renaissance zuzuordnen. Lediglich das pyramidenförmige Dach und die lilienförmigen Kreuzblumen der Säule weisen auf die Nachgotik hin. Auf der Säule befinden sich mehrere Gravuren, ein Wappen und das Monogramm „CS“ als Abkürzung des Stifternamens Christoph Schimmel. Ein Schmuckband und muschelförmige Abschlüsse der Seiten leiten zur Bildtafel über.
Auf der Vorderseite des Bildstocks ist die Ölbergszene dargestellt. Jesus kniet und betet, während ihm ein Engel erscheint. Drei schlafende Jünger befinden sich auf der rechten Seite. An den Seitenflächen stehen Namenspatrone der Stifter mit den Namen „Dorodea“ und „Christoffel“. Die heilige Dorothea hält einen Früchtekorb und einen Rosenzweig in den Händen. Christoph trägt das Jesuskind über einen Fluss und hat die Weltkugel in der Hand. Die Rückseite trägt die Stiftungsinschrift.